# Hans Klok
Johannes Franciscus Catharinus (Hans) Klok (Purmerend, 22 februari 1969) is een Nederlands goochelaar-illusionist.

## Biografie

### Jeugd
Op zijn tiende verjaardag kreeg Hans Klok een goocheldoos en begon hij met optreden op verjaardagsfeestjes van vriendjes en vriendinnetjes. Op zijn twaalfde werd hij Nederlands jeugdkampioen goochelen, op zijn veertiende Europees jeugdkampioen goochelen.

### Carrière als illusionist
Klok noemt zich “The fastest magician in the World”. In 1990 wonnen hij en zijn assistente Sittah met "de snelste metamorfose ter wereld" de Grand Prix van Nederland en de Henk Vermeyden-wisseltrofee. Het jaar daarna was hij te zien in het Opera House Theatre in het amusementscomplex Winter Gardens in Blackpool, alsook in Frankrijk, Japan, Zuid-Amerika, de Verenigde Staten, het Caribisch gebied en alle West-Europese landen. Hij won de eerste prijs op het internationale Magic Fachkongress in Duitsland en trad op in televisieshows in binnen- en buitenland. In 1991 verzorgde hij het openingsoptreden van de Fédération Internationale des Sociétés Magiques in Lausanne – een vakbeurs voor goochelaars en illusionisten waar hij de gelegenheid kreeg zijn eigen show te presenteren. Het theater van attractiepark Duinrell werd verbouwd en ingericht naar zijn wensen. Deze show trok 170.000 bezoekers. Het jaar erna keerde hij terug naar Duinrell met een nieuwe show.
In 1993 trad Klok op als gast in de André van Duin Revue. De optredens in Duinrell en de samenwerking met Van Duin betekenden de definitieve doorbraak van Klok in Nederland. Hem werd gevraagd een serie optredens te verzorgen tijdens de 'dinnershows' in Studio 21 in Hilversum. Ook trad hij op tijdens het World Press Photo Gala. In 1994-1995 werkte Klok mee aan de theatertournee van Gerard Joling, trad hij op in Las Vegas in het hotel Loew's in Monte Carlo en in grote Duitse shows als Der Grosse Künstler Preis en de Surpriseshow van Linda de Mol.
In augustus 1996 werd Klok uitgenodigd door NBC voor een optreden in Caesars Palace in Las Vegas als onderdeel van het televisieprogramma The World Greatest Magic. De daaropvolgende periode gebruikte Klok voor de voorbereidingen van zijn eerste theatershow, die in oktober zijn première had in het Luxor Theater te Rotterdam. In 1998 deed hij tweede theatershow, Magic Live on Stage, daarna volgde Magic Impossible.
Tijdens het wereldkampioenschap Magie in Dresden in 1997 behaalden Klok en zijn team de tweede plaats in de categorie "illusionisme". Datzelfde jaar trad hij op in de ABC-special Champions of Magic.
Begin 2002 overleed onverwacht zijn vader, die de stuwende kracht achter het bedrijf van zijn zoon was geweest. Hans Kloks broer nam de taken van zijn vader over. In de zomer van 2002 trad Klok op in de Wonderlijke Efteling Show in het nieuwe theater in de Efteling. Vanaf 27 december 2002 trad hij daarna drie maanden op in heel Europa met zijn show History of Magic.
Eind 2004 kwam zijn broer met het idee voor een show in Ahoy in Rotterdam. Kort na de shows volgde een gesprek met Joop van den Ende, die een samenwerking voorstelde. In 2006 werd Stage Entertainment Magic opgericht, waarin Stage Entertainment (Joop van den Ende) en Hans Klok Illusions ieder hun inbreng hadden.
Op 9 december 2005 trad Klok op tijdens de loting van het wereldkampioenschap voetbal 2006. Hij voerde voor miljoenen kijkers een show op waarbij hij de beker tevoorschijn toverde.
In augustus 2006 maakte Klok een toer langs alle vestigingen van Holland Casino. Gedurende 2006 was hij bezig met de voorbereidingen voor zijn nieuwe show Faster than Magic, die op 5 januari 2007 in Keulen in première ging. De show vertelde zijn levensverhaal met muziek en illusies. Naast Klok werkten op het podium zijn drie assistenten: Nathalie Hoop, Zarina Potapova en Debbie Verhey. Klok werd vervolgens in staat gesteld op te treden in het Planet Hollywood Resort & Casino in Las Vegas. Hier werd in eerste instantie Carmen Electra aan de show toegevoegd, maar zij trok zich terug nadat ze last bleek te hebben van claustrofobie. Pamela Anderson verving haar als assistente. De show eindigde half november 2007.
Direct na zijn shows in Las Vegas heeft Hans Klok een periode de parkshow verzorgd van Ouwehands Dierenpark.
Terug in Nederland werd hij onder de hoede genomen van Stardust Circus International BV van het producentenechtpaar Henk van der Meijden en Monica Strotmann. Na hun eerste gezamenlijke Nederlandse theatershow Hurricane, volgde eind 2010 een eigen kerstshow, ook opgevoerd in grote steden in Duitsland en Oostenrijk.
In 2011 stond Klok als eerste illusionist vijf weken in een uitverkocht Koninklijk Theater Carré in Amsterdam met de show Circus Hurricane, een combinatie van magie en circus, met aansluitend een landelijke tournee. In december volgde een grote Duitse tournee met het programma Magie der Weihnacht. Tijdens een optreden in The One Show van de BBC op 3 februari 2012 werd Klok door supermodel Kate Moss opgemerkt en gevraagd als surprise-act op Stella McCartney's Fashion Dinner op 18 februari 2012, waarin hij model en televisiepresentatrice Alexa Chung boven drie zwaarden liet zweven. Onder de vele gasten bevonden zich onder anderen Rihanna, Anna Wintour en Mario Testino. Van 23 februari t/m 25 maart 2012 stond Klok vijf weken in het Peacock Theatre in het Londense West End met The Houdini Experience. The Mail on Sunday schreef dat Klok in honderd jaar de eerste was die Houdini had weten te evenaren. Bovendien verbrak hij in de finale van The Magicians bij de BBC op 11 februari 2012 zijn eigen record door 12 grote illusies in 5 minuten uit te voeren.
Op 10 juli 2013 voerde Klok de Jaws of Death uit boven de Amstel in Amsterdam als publiciteitsstunt voor "The New Houdini". In 2014 was Hans Klok de eerste illusionist ooit die meedeed aan het Internationaal circusfestival van Monte Carlo. Hier werd hij op 26 januari 2014 onderscheiden met een Zilveren Clown.
Klok was tevens meerdere malen te gast in het jaarlijkse programma Le Plus Grand Cabaret du Monde, uitgezonden door het Franse TV5.
Hans Klok begon in 2016 in Koninklijk Theater Carré met zijn show House of Horror.
Vanaf februari 2020 treedt Klok op in het Excalibur Hotel & Casino aan de Strip in Las Vegas. In maart 2020 moesten de optredens gestaakt worden vanwege COVID-19.
In de zomer en herfst van 2021 ging Klok met een theatertent op tournee in 7 steden in Nederland onder de titel Hans Klok & Friends. Hierin trad hij samen op met een aantal artiesten waarmee hij eerder heeft opgetreden. In maart 2022 werd bekend dat Hans Klok & Friends vervolgd wordt in de lente en zomer van 2022.
Op 9 augustus 2024 ging de show Face the future in première. Daarop volgde tot en met januari 2025 een tournee door Nederland, waarbij hij ook België bezocht.

### Documentaires, film, televisie
In 2004 speelde Klok de rol van bisschop van Zwitserland in de Nederlandse jeugdfilm Sinterklaas en het Geheim van de Robijn. In oktober 2006 speelde hij een gastrol in Kinderen geen bezwaar. Ook had hij een rol in de film De Boskampi's uit 2015, als een van de denkbeeldige vaders. In 2023 was Klok als zichzelf te zien in de bioscoopfilm De Grote Sinterklaasfilm en de strijd om pakjesavond.
Na Kloks werkzaamheden in Las Vegas met Pamela Anderson werd in november 2007 de documentaire See you in Vegas uitgebracht door het filmduo Antoinette Beumer en Maaik Krijgsman. De regisseurs noemen See you in Vegas (de zin waarmee Klok traditiegetrouw zijn shows afsloot) een documentaire over ondernemerschap en ambitie.
Begin 2011 was Klok aanwezig in het interviewprogramma 24 uur met..., waarin hij 24 uur doorbracht met presentator Wilfried de Jong.
Klok repeteert voor zijn goochelshows regelmatig in de Taborkerk in Purmerend, zo vertelde hij in 2015 aan Tijs van den Brink in het televisieprogramma Adieu God?.
Op 22 augustus 2021 was Klok te gast in het VPRO-televisieprogramma Zomergasten. Een aantal maanden later in december 2021 was Klok de hoofdgast van het programma The Roast of Hans Klok. In 2023 was Klok te zien als drag in het televisieprogramma Make Up Your Mind. In het voorjaar van 2025 was Klok als panellid te zien in het RTL 4-programma Ranking the Stars.

## Prijzen
- 1983 - Europees jeugdkampioen[2]
- 1990 - Grand Prix van Nederland[3][1]
- 1990 - Henk Vermeyden-wisseltrofee[3]
- 1991 - Eerste prijs op het Magic Fachkongress[4][3]
- 1997 - Tweede plaats wereldkampioenschap in de categorie "illusionisme"[5]
- 2007 - Gouden Speld (onderscheiding uitgereikt door de Nederlandse Magische Unie op het Nationaal Congres voor de Goochelkunst).[23] Omdat hij zelf niet aanwezig kon zijn op het congres in Haarlem, werd hem de onderscheiding in Las Vegas tijdens een rechtstreekse tv-verbinding uitgereikt.
- 2012 - Benoeming tot Member of The Inner Magic Circle with Gold Star.[24]
- 2014 - Zilveren Clown op het circusfestival Monte Carlo van Monaco.[15]
- 2019 - Klok wordt geëerd met een koninklijke onderscheiding als Officier in de orde van Oranje-Nassau